# 因維爾

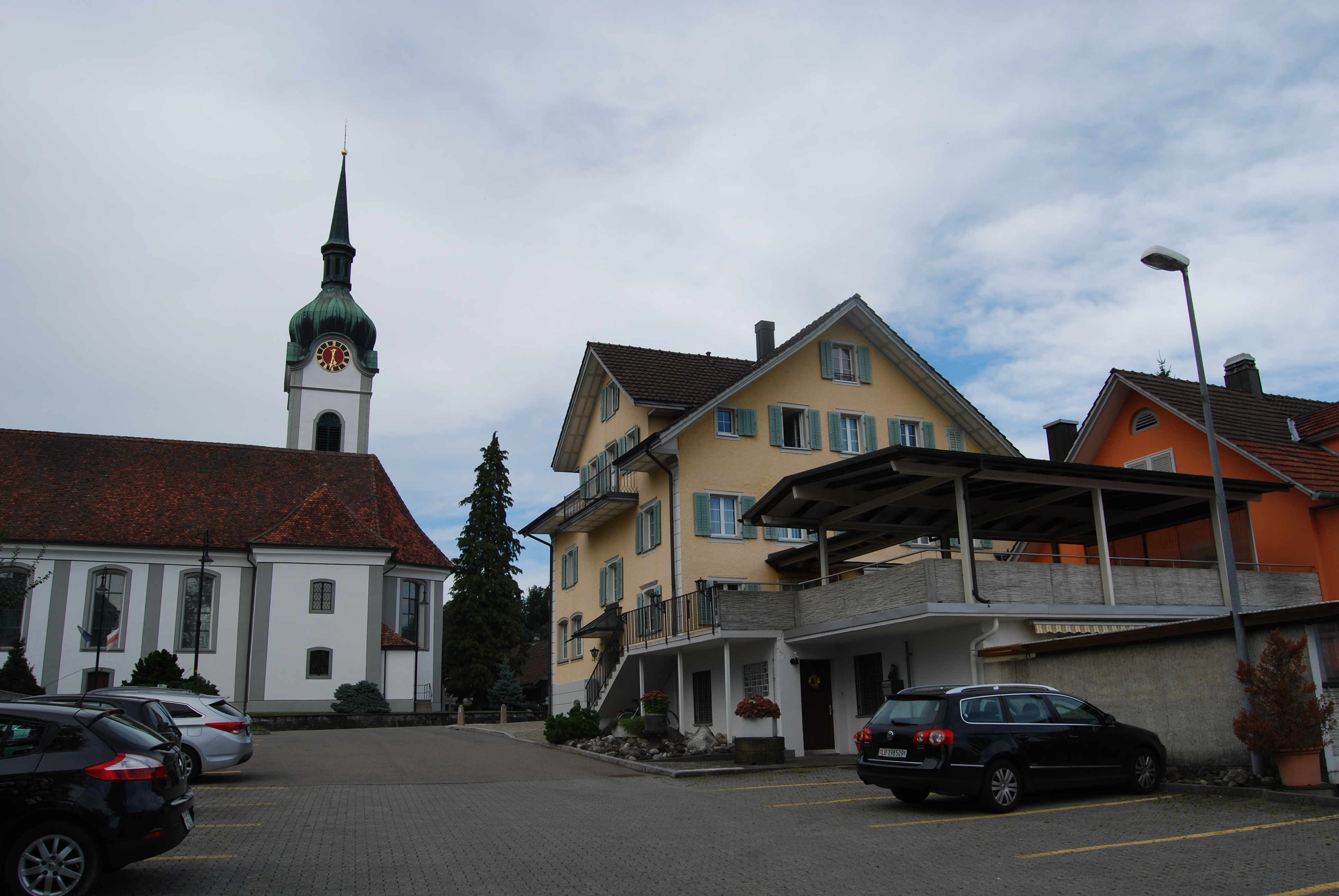

因維爾（Inwil）是瑞士琉森州的城鎮，位於該國中部，面積10.32平方公里，七成土地是農業用地，海拔高度423米，2011年人口2,206，人口密度每平方公里214人。